# Bulimulus perrus
Bulimulus perrus là một loài ốc nhiệt đới hô hấp trên cạn, là động vật thân mềm chân bụng có phổi thuộc phân họ Bulimulinae.
Đây là loài đặc hữu của Ecuador. Môi trường sống tự nhiên của chúng là các khu rừng khô nhiệt đới hoặc cận nhiệt đới. Nó bị đe dọa do mất nơi sống.